# Toropsis pullus
Toropsis pullus är en insektsart som beskrevs av Evans 1935. Toropsis pullus ingår i släktet Toropsis och familjen dvärgstritar. Inga underarter finns listade i Catalogue of Life.